# NickRewind
NickRewind (in passato The '90s Are All That, The Splat, e NickSplat) è un'emittente televisiva statunitense tematica di proprietà di Paramount Media Networks, sussidiaria del gruppo Paramount Global.

## In onda
- The Ren & Stimpy Show
- I Rugrats
- Hey Arnold!
- Aaahh!!! Real Monsters
- CatDog
- Catastrofici castori
- La vita moderna di Rocko